# Sandra Studer
Sandra Studer, ook bekend onder haar artiestennaam Sandra Simó (Zürich, 10 februari 1969) is een Zwitserse zangeres, presentatrice, actrice en commentator.

## Carrière
Ze vertegenwoordigde als Sandra Simó, Zwitserland op het Eurovisiesongfestival 1991 in Rome met het lied Canzone per te en werd er vijfde. Na haar deelname bleef ze zich inzetten voor het Eurovisie Song Festival als commentator, woordvoerder en als presentator van de nationale selectie.
Later werd ze een bekend tv-gezicht onder haar echte naam Sandra Studer.
In 2025 presenteerde Studer samen met Michelle Hunziker en Hazel Brugger het Eurovisiesongfestival in Bazel.

## Privé
Studer is getrouwd en heeft vier kinderen.